# Filippo I di Francia
Filippo I (in francese Philippe Ier; 23 maggio 1052 – Melun, 29 luglio 1108) fu re di Francia dal 1060 alla sua morte.

## Origine
Filippo nacque il 23 maggio 1052 dal re di Francia Enrico I (1008-1060) e dalla principessa Anna di Kiev (1024 - 5 settembre 1075), figlia del sovrano della Rus' di Kiev Jaroslav il Saggio e di Ingegerd Olofsdotter di Svezia. Fu il quarto re di Francia della dinastia capetingia.

## Biografia
Il suo nome (che deriva dal greco Phílippos, 'amante dei cavalli') era abbastanza esotico per l'Europa occidentale di quel tempo, e gli era stato imposto dalla madre che era di stirpe russa. Il 23 maggio 1059, a Reims, Filippo venne incoronato re associato al padre, com'era usanza dai tempi di Ugo Capeto; aveva solo sette anni, e quando l'anno dopo Enrico I morì, Baldovino V conte delle Fiandre, Gervasio di Belleme, arcivescovo di Reims e la madre Anna, si assunsero la reggenza, che durò fino al 1066; la presenza per i primi anni della reggenza della madre è un fatto importante: ella fu infatti la prima regina che avesse realmente esercitato i suoi poteri.
Arrivato al potere, Filippo si adoperò per estendere il potere della corona sui feudi confinanti: riunì alla corona la contea di Sens, alla morte, senza eredi, del conte, si impossessò della contea del Vexin, strappandola al figliastro di sua madre, Simone di Crépy, conte di Valois e di Vexin, del Gâtinais, della viscontea di Bourges et della signoria di Dun-le-Roi. Nel 1071 intervenne, su richiesta di Richilde di Annonia, reggente in Fiandra per conto del figlio Arnolfo, contro l'espansionismo dello zio Roberto il Frisone, ma le sue truppe furono sconfitte da quelle di quest'ultimo a Cassel.
Nello stesso tempo intervenne spesso per aiutare il figlio ribelle del re d'Inghilterra e duca di Normandia, Guglielmo il Conquistatore, Roberto il Corto, prima nel 1078, quando donò a Roberto la fortezza di confine di Gerberoy, e poi, nel 1083-1087, che indusse Guglielmo a reagire e a occupare il Vexin francese, con l'incendio della città di Mantes. Nel 1092 Filippo, che era già sposato con Berta d'Olanda, rapì la quinta moglie del conte d'Angiò, Folco IV il Rissoso, Bertrada di Montfort, figlia di Simone I, signore di Montfort, e di Agnese d'Évreux: il 15 maggio 1092 la sposò e papa Urbano II condannò l'unione scomunicando Filippo.
La scomunica fu confermata anche dal successore di Urbano II, papa Pasquale II, con il quale però Filippo trovò poi un accordo: la scomunica gli fu tolta dietro la promessa che avrebbe lasciato Bertrada (cosa che non fece) e nel contempo fu trovato un compromesso per la simonia di Filippo, che non avrebbe più venduto le cariche ecclesiastiche. Nel 1097, dopo che Roberto II, divenuto duca di Normandia, era partito per la prima crociata, e il ducato era retto dal fratello di Roberto, il re d'Inghilterra Guglielmo il Rosso, la situazione era peggiorata. Il conflitto era ripreso e Filippo aveva affidato il compito di guidare l'esercito al figlio, Luigi, che riuscì a tenere testa a Guglielmo, che nel 1099, desistette dall'impresa.
Comunque Luigi, correggente del padre, da questo momento guidò le truppe e governò al posto di Filippo, e nonostante gli intrighi di Bertrada, divenendo re di fatto. Comunque, catturato dopo la Battaglia di Tinchebray, Roberto II venne privato del ducato di Normandia, dal fratello il nuovo re d'Inghilterra, Enrico I Beauclerc, con l'approvazione del suo sovrano, il re di Francia, Filippo I, dichiarandolo (non senza ragione) incapace di mantenere l'ordine e la pace nel suo territorio, portato in Inghilterra e imprigionato per il resto della sua vita.
Filippo morì il 29 luglio 1108, nel castello reale di Melun. Non volle essere seppellito nell'Abbazia di Saint-Denis, accanto ai propri antenati, perché riconosceva di avere commesso troppi errori, e chiese di venire seppellito nell'abbazia di Fleury. Gli succedette il figlio Luigi, mentre la moglie Bertrada prese il velo nell'Abbazia di Fontevrault.

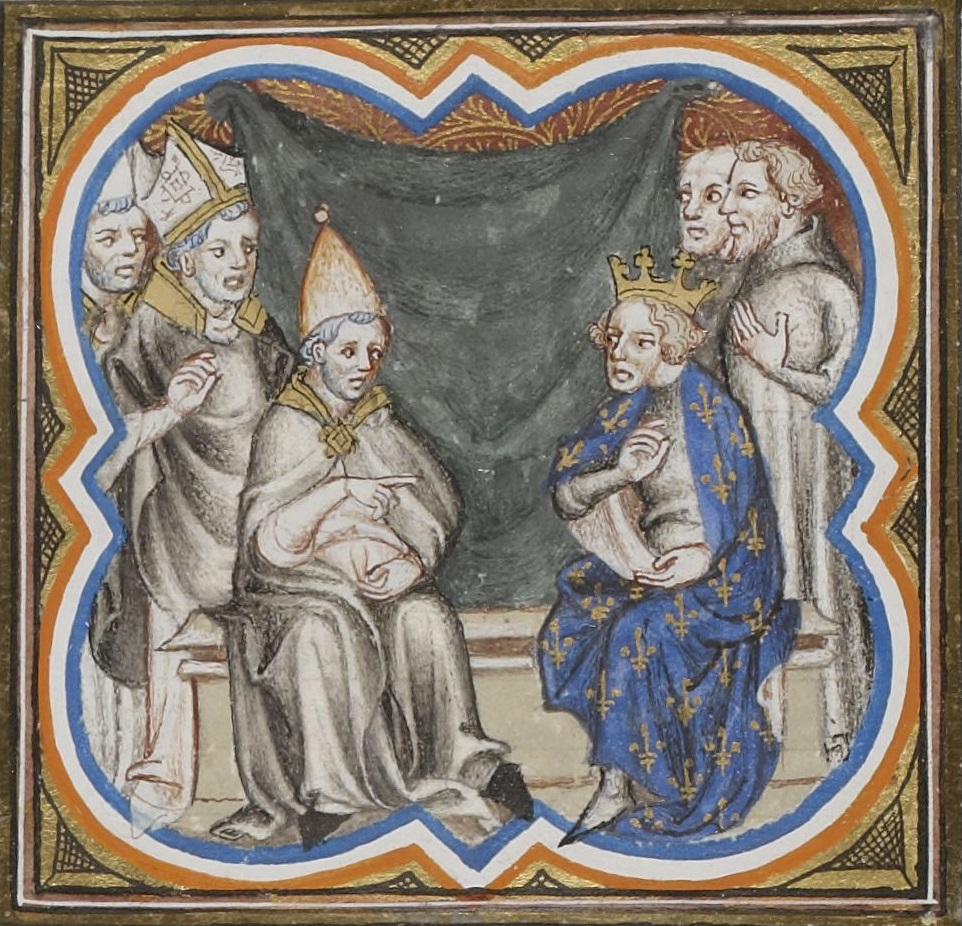
Filippo I e papa Pasquale II.

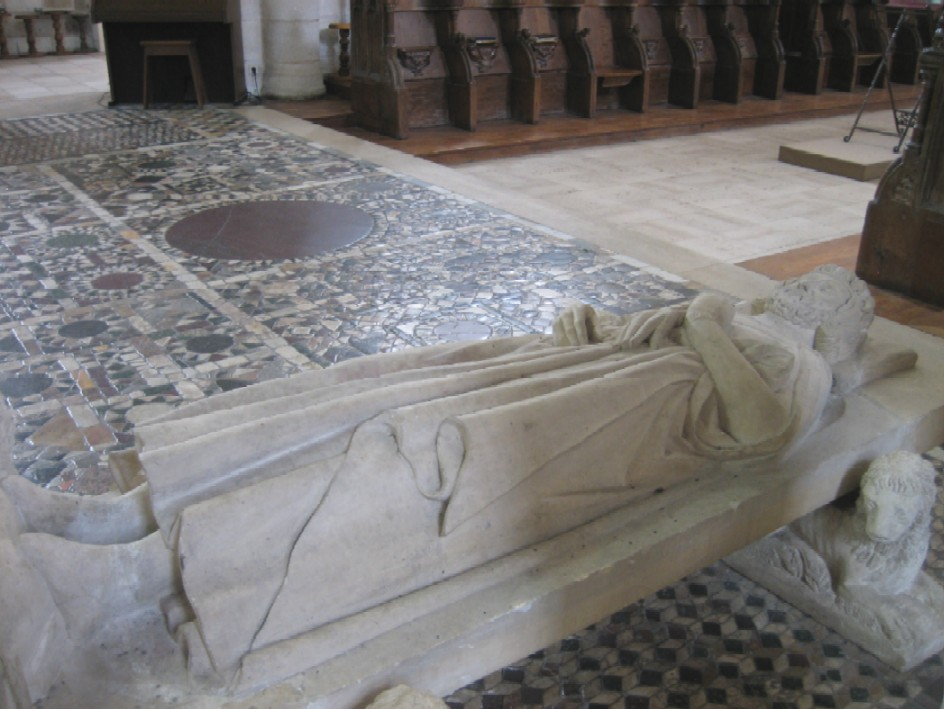
Statua (del XIII secolo) sulla tomba di Filippo I, nell'abbazia di Fleury, di Saint-Benoît-sur-Loire.

## Matrimoni e discendenza
Il primo matrimonio di Filippo fu nel 1072 con Berta (1055-30 luglio, 1094), figlia di Fiorenzo I d'Olanda e di Gertrude Billung. I figli nati da questo matrimonio furono:
- Costanza (1078 - 1125) sposata con Ugo I di Champagne prima del 1097 e, nel 1106, dopo il divorzio, con Boemondo I, principe di Taranto
- Luigi (1º dicembre 1081 - 1º agosto 1137), Re di Francia
- Enrico (1083 - † giovane),
- Carlo (1085 - † giovane),
- Oddone (1087 - † giovane).

Anche se il matrimonio fu prolifico in quanto a eredi, Filippo si innamorò di Bertrada di Montfort, la moglie del conte d'Angiò, Folco IV il Rissoso. Ripudiò Berta e sposò Bertrada il 15 maggio 1092. Nel 1094, fu scomunicato una prima volta da Ugo, arcivescovo di Lione; dopo un lungo silenzio, papa Urbano II ripeté la scomunica al concilio di Clermont nel novembre del 1095. Parecchie volte il divieto fu sollevato a Filippo facendogli promettere di lasciare Bertrada, ma il re ritornava sempre da lei e, dopo il 1104, con papa Pasquale II, il divieto fu cancellato. In Francia, al re si oppose il vescovo Ivo di Chartres, un famoso canonico. Comunque Filippo e Bertrada ebbero tre figli:
- Filippo (ca. 1093 - 1129), conte di Mantes;
- Fleury (ca. 1093 - 1147), signore di Nagis;
- Cecilia (ca. 1097 - 1145), sposata con Tancredi di Galilea ed in seconde nozze con Ponzio di Tripoli.

Un'altra presunta figlia di Filippo e Bertrada, Eustachia, è spesso menzionata, ma la sua esistenza non è certa.

## Ascendenza
|                       |                    |                         | Genitori                   |  |  | Nonni |  |  | Bisnonni   |  |  | Trisnonni     |  |
|                       |                    |                         |                            |  |  |       |  |  | Ugo Capeto |  |  | Ugo il Grande |  |
|                       |                    |                         |                            |  |  |       |  |  | Ugo Capeto |  |  | Ugo il Grande |  |
|                       |                    | Edvige di Sassonia      |                            |  |  |       |  |  | Ugo Capeto |  |  |               |  |
| Roberto II di Francia |                    |                         |                            |  |  |       |  |  | Ugo Capeto |  |  |               |  |
|                       |                    | Adelaide d'Aquitania    | Guglielmo III di Aquitania |  |  |       |  |  |            |  |  |               |  |
|                       |                    | Adelaide d'Aquitania    | Guglielmo III di Aquitania |  |  |       |  |  |            |  |  |               |  |
|                       |                    | Adelaide d'Aquitania    | Adele di Normandia         |  |  |       |  |  |            |  |  |               |  |
| Enrico I di Francia   |                    | Adelaide d'Aquitania    |                            |  |  |       |  |  |            |  |  |               |  |
|                       |                    | Guglielmo I di Provenza | Bosone II di Provenza      |  |  |       |  |  |            |  |  |               |  |
|                       |                    | Guglielmo I di Provenza | Bosone II di Provenza      |  |  |       |  |  |            |  |  |               |  |
|                       |                    | Guglielmo I di Provenza | Costanza di Provenza       |  |  |       |  |  |            |  |  |               |  |
| Costanza d'Arles      |                    | Guglielmo I di Provenza |                            |  |  |       |  |  |            |  |  |               |  |
|                       |                    | Adelaide d'Angiò        | Folco II d'Angiò           |  |  |       |  |  |            |  |  |               |  |
|                       |                    | Adelaide d'Angiò        | Folco II d'Angiò           |  |  |       |  |  |            |  |  |               |  |
|                       |                    | Adelaide d'Angiò        | Gerberga                   |  |  |       |  |  |            |  |  |               |  |
| Filippo I di Francia  |                    | Adelaide d'Angiò        |                            |  |  |       |  |  |            |  |  |               |  |
|                       | Vladimir I di Kiev | Svjatoslav I di Kiev    |                            |  |  |       |  |  |            |  |  |               |  |
|                       | Vladimir I di Kiev | Svjatoslav I di Kiev    |                            |  |  |       |  |  |            |  |  |               |  |
|                       | Vladimir I di Kiev | Maluša                  |                            |  |  |       |  |  |            |  |  |               |  |
| Jaroslav I di Kiev    | Vladimir I di Kiev |                         |                            |  |  |       |  |  |            |  |  |               |  |
|                       |                    | Rogneda di Polack       | Rogvolod di Polack         |  |  |       |  |  |            |  |  |               |  |
|                       |                    | Rogneda di Polack       | Rogvolod di Polack         |  |  |       |  |  |            |  |  |               |  |
|                       |                    | Rogneda di Polack       | …                          |  |  |       |  |  |            |  |  |               |  |
| Anna di Kiev          |                    | Rogneda di Polack       |                            |  |  |       |  |  |            |  |  |               |  |
|                       |                    | Olof III di Svezia      | Eric il Vittorioso         |  |  |       |  |  |            |  |  |               |  |
|                       |                    | Olof III di Svezia      | Eric il Vittorioso         |  |  |       |  |  |            |  |  |               |  |
|                       |                    | Olof III di Svezia      | Sigrid la Superba          |  |  |       |  |  |            |  |  |               |  |
| Ingegerd Olofsdotter  |                    | Olof III di Svezia      |                            |  |  |       |  |  |            |  |  |               |  |
|                       |                    | Estrid degli Obotriti   | …                          |  |  |       |  |  |            |  |  |               |  |
|                       |                    | Estrid degli Obotriti   | …                          |  |  |       |  |  |            |  |  |               |  |
|                       |                    | Estrid degli Obotriti   | …                          |  |  |       |  |  |            |  |  |               |  |
|                       |                    | Estrid degli Obotriti   |                            |  |  |       |  |  |            |  |  |               |  |